# Teruki Hara
Teruki Hara (輝綺 原?, Hara Teruki; Saitama, 30 luglio 1998) è un calciatore giapponese, centrocampista del Nagoya Grampus.

## Caratteristiche tecniche
È un mediano.

## Carriera

### Club
Cresciuto nel settore giovanile dell'Albirex Niigata, ha esordito in prima squadra il 25 febbraio 2017 in occasione del match di J1 League pareggiato 1-1 contro il Sanfrecce Hiroshima.

### Nazionale
Con la nazionale Under-20 giapponese ha preso parte al Mondiale di categoria del 2017.

## Statistiche

### Presenze e reti nei club
Statistiche aggiornate al 21 gennaio 2023.
| Stagione               | Club                   | Campionato             | Campionato | Campionato | Coppe nazionali | Coppe nazionali | Coppe nazionali | Coppe continentali | Coppe continentali | Coppe continentali | Supercoppe | Supercoppe | Supercoppe | Totale | Totale |
| Stagione               | Club                   | Comp                   | Pres       | Reti       | Comp            | Pres            | Reti            | Comp               | Pres               | Reti               | Comp       | Pres       | Reti       | Pres   | Reti   |
| ---------------------- | ---------------------- | ---------------------- | ---------- | ---------- | --------------- | --------------- | --------------- | ------------------ | ------------------ | ------------------ | ---------- | ---------- | ---------- | ------ | ------ |
| 2017                   | Albirex Niigata        | J1                     | 18         | 1          | CdL+CI          | 2+1             | 0               | -                  | -                  | -                  | -          | -          | -          | 21     | 1      |
| 2018                   | Albirex Niigata        | J2                     | 25         | 0          | CdL+CI          | 2+1             | 0               | -                  | -                  | -                  | -          | -          | -          | 28     | 0      |
| Totale Albirex Niigata | Totale Albirex Niigata | Totale Albirex Niigata | 43         | 1          |                 | 6               | 0               |                    | -                  | -                  |            | -          | -          | 49     | 1      |
| 2019                   | Sagan Tosu             | J1                     | 19         | 0          | CdL+CI          | 5+3             | 0               | -                  | -                  | -                  | -          | -          | -          | 27     | 0      |
| 2020                   | Sagan Tosu             | J1                     | 28         | 0          | CdL             | 0               | 0               | -                  | -                  | -                  | -          | -          | -          | 28     | 0      |
| Totale Sagan Tosu      | Totale Sagan Tosu      | Totale Sagan Tosu      | 47         | 0          |                 | 8               | 0               |                    | -                  | -                  |            | -          | -          | 55     | 0      |
| 2021                   | Shimizu S-Pulse        | J1                     | 29         | 2          | CdL+CI          | 0+2             | 0+1             | -                  | -                  | -                  | -          | -          | -          | 31     | 3      |
| 2022                   | Shimizu S-Pulse        | J1                     | 25         | 0          | CdL+CI          | 3+1             | 1+0             | -                  | -                  | -                  | -          | -          | -          | 29     | 1      |
| Totale Shimizu S-Pulse | Totale Shimizu S-Pulse | Totale Shimizu S-Pulse | 54         | 2          |                 | 6               | 2               |                    | -                  | -                  |            | -          | -          | 60     | 4      |
| gen.-giu. 2023         | Grasshoppers           | SL                     | 1          | 0          | CS              | 0               | 0               | -                  | -                  | -                  | -          | -          | -          | 1      | 0      |
| Totale carriera        | Totale carriera        | Totale carriera        | 145        | 3          |                 | 20              | 2               |                    | -                  | -                  |            | -          | -          | 165    | 5      |

### Cronologia presenze e reti in nazionale
| Cronologia completa delle presenze e delle reti in nazionale ― Giappone | Cronologia completa delle presenze e delle reti in nazionale ― Giappone | Cronologia completa delle presenze e delle reti in nazionale ― Giappone | Cronologia completa delle presenze e delle reti in nazionale ― Giappone | Cronologia completa delle presenze e delle reti in nazionale ― Giappone | Cronologia completa delle presenze e delle reti in nazionale ― Giappone | Cronologia completa delle presenze e delle reti in nazionale ― Giappone | Cronologia completa delle presenze e delle reti in nazionale ― Giappone |
| Data                                                                    | Città                                                                   | In casa                                                                 | Risultato                                                               | Ospiti                                                                  | Competizione                                                            | Reti                                                                    | Note                                                                    |
| ----------------------------------------------------------------------- | ----------------------------------------------------------------------- | ----------------------------------------------------------------------- | ----------------------------------------------------------------------- | ----------------------------------------------------------------------- | ----------------------------------------------------------------------- | ----------------------------------------------------------------------- | ----------------------------------------------------------------------- |
| 18-6-2019                                                               | San Paolo                                                               | Giappone                                                                | 0 – 4                                                                   | Cile                                                                    | Coppa America 2019 - 1º turno                                           | -                                                                       | 19’                                                                     |
| Totale                                                                  |                                                                         | Presenze                                                                | 1                                                                       |                                                                         | Reti                                                                    | 0                                                                       |                                                                         |

| Cronologia completa delle presenze e delle reti in nazionale ― Giappone under 23 | Cronologia completa delle presenze e delle reti in nazionale ― Giappone under 23 | Cronologia completa delle presenze e delle reti in nazionale ― Giappone under 23 | Cronologia completa delle presenze e delle reti in nazionale ― Giappone under 23 | Cronologia completa delle presenze e delle reti in nazionale ― Giappone under 23 | Cronologia completa delle presenze e delle reti in nazionale ― Giappone under 23 | Cronologia completa delle presenze e delle reti in nazionale ― Giappone under 23 | Cronologia completa delle presenze e delle reti in nazionale ― Giappone under 23 |
| Data                                                                             | Città                                                                            | In casa                                                                          | Risultato                                                                        | Ospiti                                                                           | Competizione                                                                     | Reti                                                                             | Note                                                                             |
| -------------------------------------------------------------------------------- | -------------------------------------------------------------------------------- | -------------------------------------------------------------------------------- | -------------------------------------------------------------------------------- | -------------------------------------------------------------------------------- | -------------------------------------------------------------------------------- | -------------------------------------------------------------------------------- | -------------------------------------------------------------------------------- |
| 13-1-2018                                                                        | Jiangyin                                                                         | Thailandia under 23                                                              | 0 – 1                                                                            | Giappone under 23                                                                | Coppa d'Asia AFC Under-23 2018                                                   | -                                                                                |                                                                                  |
| 16-1-2018                                                                        | Jiangyin                                                                         | Giappone under 23                                                                | 3 – 1                                                                            | Corea del Nord under 23                                                          | Coppa d'Asia AFC Under-23 2018                                                   | -                                                                                | 89’                                                                              |
| 19-1-2018                                                                        | Jiangyin                                                                         | Giappone under 23                                                                | 0 – 4                                                                            | Uzbekistan under 23                                                              | Coppa d'Asia AFC Under-23 2018                                                   | -                                                                                |                                                                                  |
| 14-8-2018                                                                        | Cikarang                                                                         | Giappone under 23                                                                | 1 – 0                                                                            | Nepal under 23                                                                   | XVIII Giochi asiatici                                                            | -                                                                                |                                                                                  |
| 16-8-2018                                                                        | Cikarang                                                                         | Pakistan under 23                                                                | 0 – 4                                                                            | Giappone under 23                                                                | XVIII Giochi asiatici                                                            | -                                                                                | 72’                                                                              |
| 14-8-2018                                                                        | Cikarang                                                                         | Giappone under 23                                                                | 0 – 1                                                                            | Vietnam under 23                                                                 | XVIII Giochi asiatici                                                            | -                                                                                | 18’                                                                              |
| 24-8-2018                                                                        | Bekasi                                                                           | Malaysia under 23                                                                | 0 – 1                                                                            | Giappone under 23                                                                | XVIII Giochi asiatici                                                            | -                                                                                |                                                                                  |
| 29-8-2018                                                                        | Cibinong                                                                         | Giappone under 23                                                                | 1 – 0                                                                            | Emirati Arabi Uniti under 23                                                     | XVIII Giochi asiatici                                                            | -                                                                                |                                                                                  |
| 1-9-2018                                                                         | Cibinong                                                                         | Corea del Sud under 23                                                           | 2 – 1 dts                                                                        | Giappone under 23                                                                | XVIII Giochi asiatici                                                            | -                                                                                |                                                                                  |
| 24-3-2019                                                                        | Yangon                                                                           | Timor Est under 23                                                               | 0 – 6                                                                            | Giappone under 23                                                                | Qualificazioni Coppa d'Asia AFC Under-23 2020                                    | -                                                                                |                                                                                  |
| 26-3-2019                                                                        | Yangon                                                                           | Giappone under 23                                                                | 7 – 0                                                                            | Birmania under 23                                                                | Qualificazioni Coppa d'Asia AFC Under-23 2020                                    | -                                                                                |                                                                                  |
| 17-11-2019                                                                       | Hiroshima                                                                        | Giappone under 23                                                                | 0 – 2                                                                            | Colombia under 23                                                                | Amichevole                                                                       | -                                                                                | 62’                                                                              |
| 29-3-2021                                                                        | Kitakyūshū                                                                       | Giappone under 23                                                                | 3 – 0                                                                            | Argentina under 23                                                               | Amichevole                                                                       | -                                                                                |                                                                                  |
| Totale                                                                           |                                                                                  | Presenze                                                                         | 13                                                                               |                                                                                  | Reti                                                                             | 0                                                                                |                                                                                  |

## Palmarès

### Club

#### Competizioni nazionali
- J2 League: 1

Shimizu S-Pulse: 2024

### Nazionale
- Coppa d'Asia Under-19: 1

2016
- Giochi asiatici: 1

2018